# Magnetschule

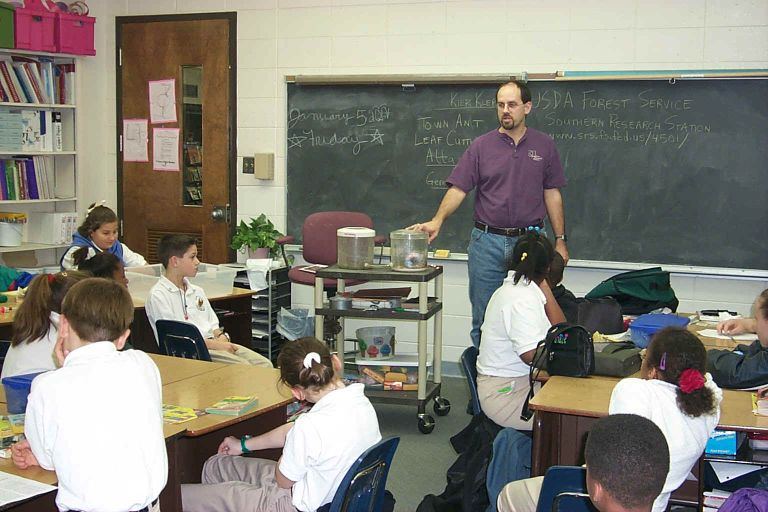
Phoenix Magnet School in Alexandria (Louisiana)

Magnetschulen sind Schulen, die sich durch einen speziellen Schwerpunkt in ihrem Curriculum oder ein besonderes pädagogisches Konzept, sowie durch einen erweiterten Einzugsbereich mit freier Schulwahl auszeichnen.

## Herkunft
Das Konzept der Magnetschule wurde in den siebziger Jahren in einigen nordamerikanischen Großstädten begründet. Ziel war es, innerstädtische Schulen durch einen speziellen Schwerpunkt attraktiver zu machen. Das Einzugsgebiet wurde über die Grenzen einzelner Stadtteile hinweg ausgeweitet. Das sollte zu einer ausgewogeneren ethnischen und sozialen Zusammensetzung der Schülerschaft und zu einer Verbesserung der Qualität des Schulwesens führen. So sollten vor allem weiße Familien dazu bewegt werden, ihre Kinder nicht mehr auf Privatschulen, sondern interessengeleitet wieder auf öffentliche Schulen in der Form der Magnetschulen zu schicken.

## Magnetschulen in Deutschland
In mehreren deutschen Städten wurden bereits Magnetschulen unterschiedlicher Profile errichtet. Sie zeichnen sich durch ihre Zusammenarbeit mit Unternehmen und Forschung aus. Schülern wird dadurch der Einstieg in Ausbildung und Berufsleben erleichtert. Durch die verstärkte Einbeziehung der Eltern und die Förderung von Schülern verschiedener Nationen fördern sie die Integration ausländischer Familien. Auf der anderen Seite kann es zum Creaming-Effekt innerhalb der Schullandschaft kommen. Bildungsinteressierte Eltern, die ihre Kinder an einer Magnetschule anmelden, ziehen diese von den umliegenden Schulen ab, wodurch dort die Konzentration sozial benachteiligter und leistungsschwacher Schüler ansteigt.